# Amt Offenbach
Das Amt Offenbach war ein Amt der Grafschaft, später des Fürstentums Isenburg-Birstein, des Fürstentums Isenburg und nachfolgend im Großherzogtum Hessen.

## Funktion
In der Frühen Neuzeit waren Ämter eine Ebene zwischen den Gemeinden und der Landesherrschaft. Die Funktionen von Verwaltung und Rechtsprechung waren hier nicht getrennt. Dem Amt stand ein Amtmann vor, der von der Landesherrschaft eingesetzt wurde. 

## Geschichte
Offenbach wechselte im Laufe der Jahrhunderte mehrmals den Besitzer, siehe Offenbach am Main#Mittelalter. Bei der Teilung der Falkensteiner Erbschaft 1433 fiel Offenbach an Sayn und Isenburg. 1446 verkaufte Graf Dieter von Sayn den sayn’schen Anteil an Graf Reinhard II. von Hanau. Bei einem Vergleich zwischen Hanau-Babenhausen und Isenburg wurde der Hanauer Anteil an Offenbach 1500 an Isenburg abgetreten.
Das Amt Offenbach war damit eine Verwaltungseinheit des Fürstentums Isenburg-Birstein. Hier galt seit 1578 das Solmser Landrecht, das Gemeine Recht nur noch dann, wenn Regelungen des Solmser Landrechtes für einen Sachverhalt keine Bestimmungen enthielten. Das Solmser Landrecht behielt seine Geltung weiterhin als das Amt im 19. Jahrhundert zum Großherzogtum Hessen gehörte. Das Solmser Landrecht wurde erst zum 1. Januar 1900 von dem einheitlich im ganzen Deutschen Reich geltenden Bürgerlichen Gesetzbuch abgelöst.
Als das Fürstentum Isenburg-Birstein seine Souveränität in der Zeit des Rheinbundes an das Fürstentum Isenburg verlor, blieb das Amt unverändert bestehen. Auf dem Wiener Kongress (1815) verlor dann das Fürstentum Isenburg seine Souveränität und wurde zugunsten des Kaisertums Österreich mediatisiert. Österreich, Preußen und das Großherzogtum Hessen schlossen am 30. Juni 1816 einen Staatsvertrag, der das Nähere regelte. Mit Art. 7 Nr. 1 dieses Staatsvertrages wurde das Fürstentum Isenburg weitgehend dem Großherzogtum Hessen zugesprochen. Dazu gehörte auch das Amt Offenbach, das weiter bestand.
Das Großherzogtum gliederte das Gebiet in seine Provinz Starkenburg ein. Das Amt gehörte zu den sogenannten „Souveränitätslanden“, da die Einschränkung bestand, dass dem Fürsten der Rang eines Standesherren verblieb und er in seinem angestammten Territorium weiter hoheitliche Rechte in Verwaltung und Rechtsprechung ausübte. Diese eigenständige Souveränität störte selbstverständlich den Anspruch des Großherzogtums auf das staatliche Gewaltmonopol.
1821 kam es zu einer Justiz- und Verwaltungsreform, mit der auch die Trennung der Rechtsprechung von der Verwaltung auf unterer Ebene umgesetzt wurde. Die Ämter wurden aufgelöst, ihre Aufgaben hinsichtlich der Verwaltung neu gebildeten Landratsbezirken, die erstinstanzliche Rechtsprechung Landgerichten übertragen. Wegen der querliegenden Rechte der Standesherren dauerte das in einigen der von ihnen regierten Gebiete länger, im Bereich des Amtes Offenbach bis 1823. Für die Verwaltung der bisherigen Ämter Offenbach und Dreieichenhain entstand der Landratsbezirk Offenbach, für die Rechtsprechung das Landgericht Offenbach.

## Bezeichnung
In der Zeit des Fürstentums Isenburg gab es auch zeitweise ein Oberamt Offenbach, das das Amt Offenbach und das Amt Dreieichenhain umfasste. Auch später wurde das Amt Offenbach manchmal oder zeitweise noch als Oberamt Offenbach bezeichnet, obwohl das Amt Dreieichenhain wieder selbständig war.

## Bestandteile
- Bürgel[9] (seit 1806)
- Gehspitz (Hof bei Sprendlingen)[10]
- Neu-Isenburg[11]
- Offenbach am Main[12]